# Суханек, Владимир
Владимир Суханек (чеш. Vladimír Suchánek; 12 февраля 1933, Нове-Место-над-Метуйи — 25 января 2021) — чешский художник, график, автор почтовых марок, художник-иллюстратор.

## Жизнь и творчество

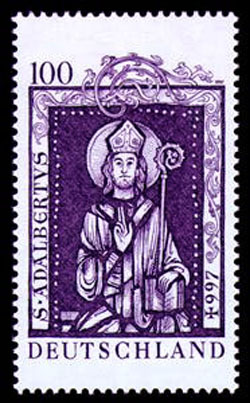
Почтовая марка ФРГ от 1997 года, работы В. Суханека

Первоначально учился на педагогическом факультете Карлова университета в Праге в 1952—1954 годах, затем — в Чешской академии изящных искусств в 1954—1960 годах в мастерской профессора Владимира Силовского. Занимался также музыкальным творчеством. В 1970-е годы творчество В.Суханека получает признание за пределами Чехословакии, его цветные литографии выставляются в галереях стран Европы как презентация современной чешской графики. Также он автор более чем 400 экслибрисов, в Чехословакии был известен как автор почтовых марок и книжный иллюстратор. Был награждён 27 различными премиями и призами, вплоть до 2008 года состоялись 146 персональных выставок художника в Чехословакии, Чехии и за их пределами — в Нидерландах, Бельгии, Германии, США, Японии, Швеции, Дании, Польше и Словакии. Участник более чем 300 международных художественных выставок и биеннале в Париже, Буэнос-Айресе, Кракове, Майами, Торонто, Берлине, Лодзи, Токио, Сеговии, Пекине, Гейдельберге, Риеке и др. В настоящее время живёт и работает в Праге.
Работы В. Суханека экспонируются в ряде музеев как Чехии, так и за её пределами, например в пражской Народни галерее, венской Галерее Альбертина и т. д. Значительное собрание экслибрисов его находится в городском музее Марианске-Лазне. В 1997 году избирается членом Европейской академии искусств в Вене. В 2006 награждён чешской медалью «За заслуги» III степени.